# Konstandinos Volanakis
Konstandinos Volanakis (grec: Κωνσταντίνος Βολανάκης; Iràklio, 1837 - El Pireu 29 de juny de 1907) fou un pintor grec del segle xix especialitzat en marines. La seva tècnica l'ha fet mereixedor del títol "πατέρας της ελληνικής θαλασσογραφίας" és a dir, pare de la pintura marina grega.

## Biografia

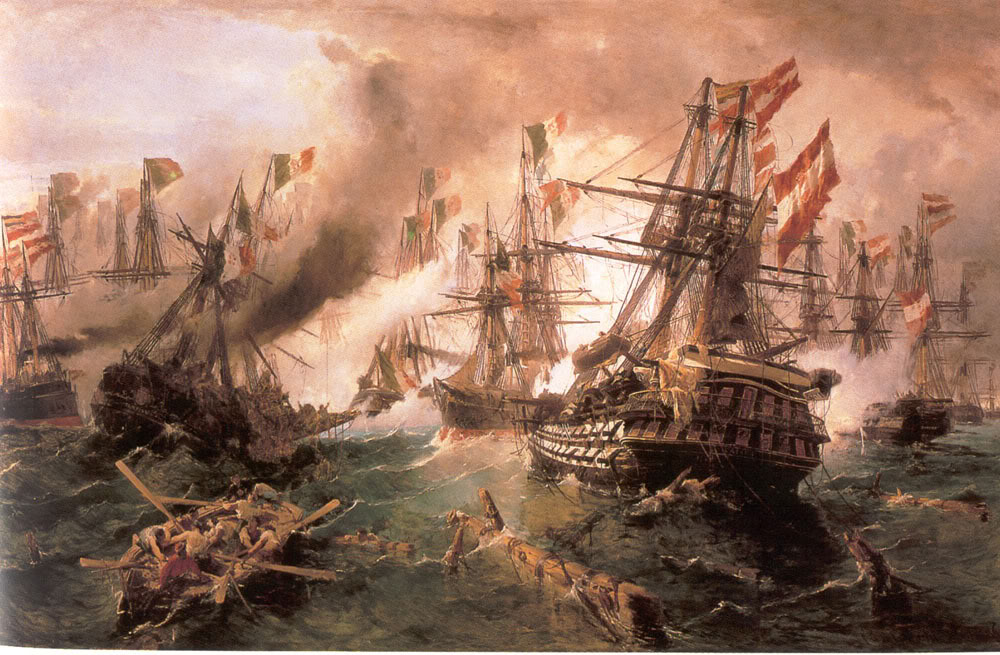
Quadre "La Batalla de Lissa" (1869).

Durant la seua infància i per raons de treball, la família Volanakis es traslladà, primer a Réthimno i més tard a Siros. En aquesta ciutat, l'any 1856, pogué completar la seua formació bàsica després de la qual els seus pares l'animaren a traslladar-se amb el seu germà a Trieste on podria estudiar comptabilitat. Trieste era en aquell moment el principal port d'Àustria-Hongria, aquest fet inspirà en Konstandinos que realitzà els primers esbossos de la seua carrera artística als mateixos llibres de comptabilitat. Quan descobriren la seua afició, la família Volanakis l'encoratjà a la fi que s'enrolés a l'Escola de Belles Arts de Múnic.
Allí estudià sota la tutela de Karl von Piloty i arribà a formar escola amb alguns compatriotes grecs entre els quals destaquen: Nikolaos Gyzis, Georgios Jakobides, Nikiphoros Lytras i Polychronis Lembesis. No obstant això, també durant aquest període, l'Escola estava començant a abandonar el romanticisme enfront dels estils neoclàssic i academicista de Paul Delaroche així que la marina era considerada un "gènere mort". Conseqüentment, la pintura de Volanakis d'aquest període presenta un major èmfasi en el retrat tradicional.
El seu reconeixement internacional es produí l'any 1869, després de guanyar un concurs de l'emperador Francesc Josep I per commemorar la victòria a la Batalla de Lissa amb un quadre naval. El premi consistí en 1.000 florins d'or i la possibilitat de viatjar gratuïtament amb tots els creuers de l'imperi durant tres anys. L'ocasió fou molt aprofitada per Konstandinos que inicià el seu període més prolífic. També durant aquesta època es casà. Però, l'any 1883, citant problemes de salut de la seua dona, a causa del clima austríac, el matrimoni Volanakis retornà a Grècia a pesar de l'oposició de Gyzis, amic d'en Konstandinos.
Retornant a l'Hèl·lade fou gratament atorgat la posició de professor a l'Escola de Belles Arts d'Atenes, posició que ocupà fins a 1903. Paral·lelament també dirigí una acadèmia privada de pintura per la qual passaren pintors famosos com ara Sophia Laskaridou o el mateix Michalis Oikonomou. Durant 1889 fou guardonat amb la Creu de Plata de l'Ordre del Redemptor.
Malgrat el seu prestigi, en Konstandinos començà a patir econòmicament degut a la seua nombrosa família i la pèrdua d'interès internacional en el seu art provocat el sorgiment de l'Art Nouveau. En un intent de revertir la seua fortuna, inicià una col·laboració amb emmarcadors locals d'art durant la qual, primer i conjuntament desenvoluparien un marc luxós que després en Konstandinos incorporaria a una de les seves obres. La seua defunció es produí l'any 1907 amb la complicació d'una hèrnia. A tall d'anècdota, el seu funeral coincidí amb una jornada electoral, per la qual cosa fou molt pràcticament ignorat per la premsa.
Avui en dia quasi totes les seues obres estan en mans de col·leccionistes internacionals.

## Galeria

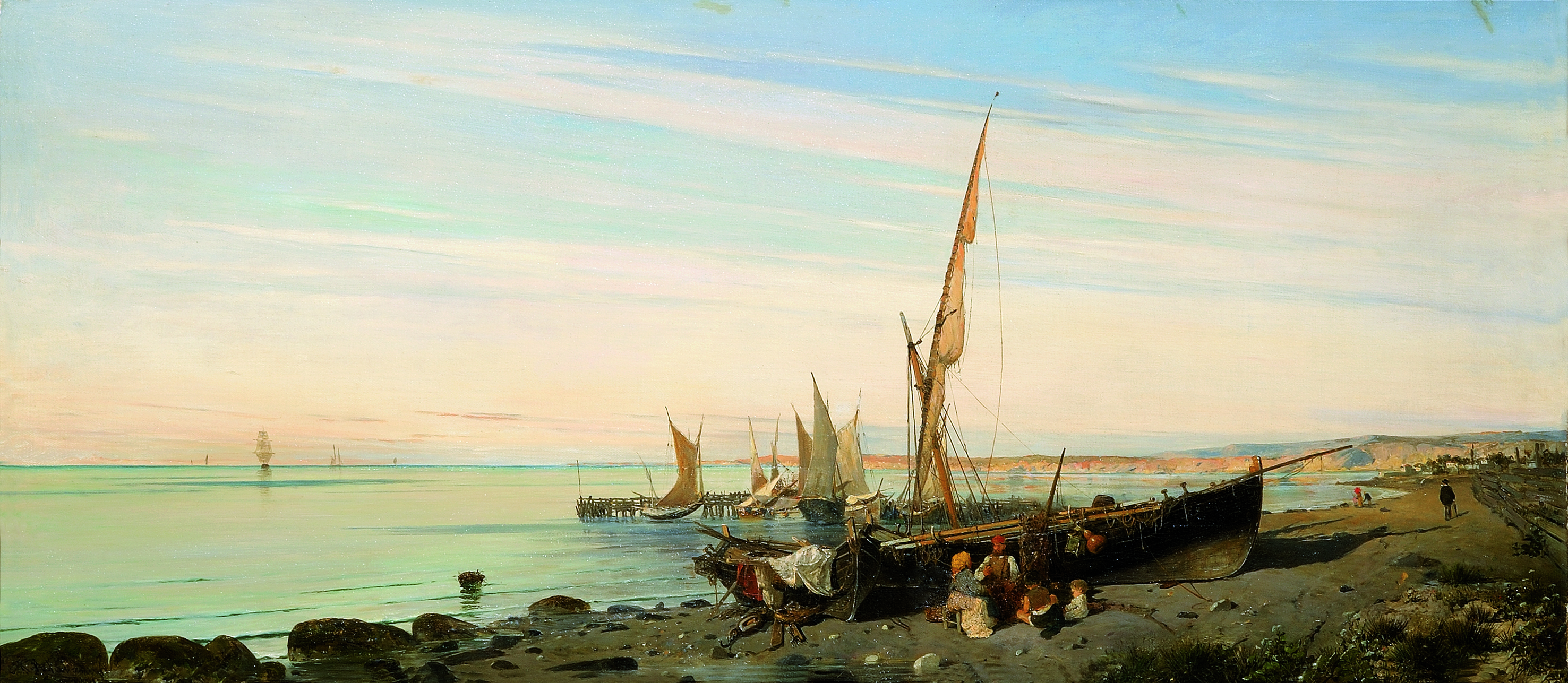
Al llarg de la costa.
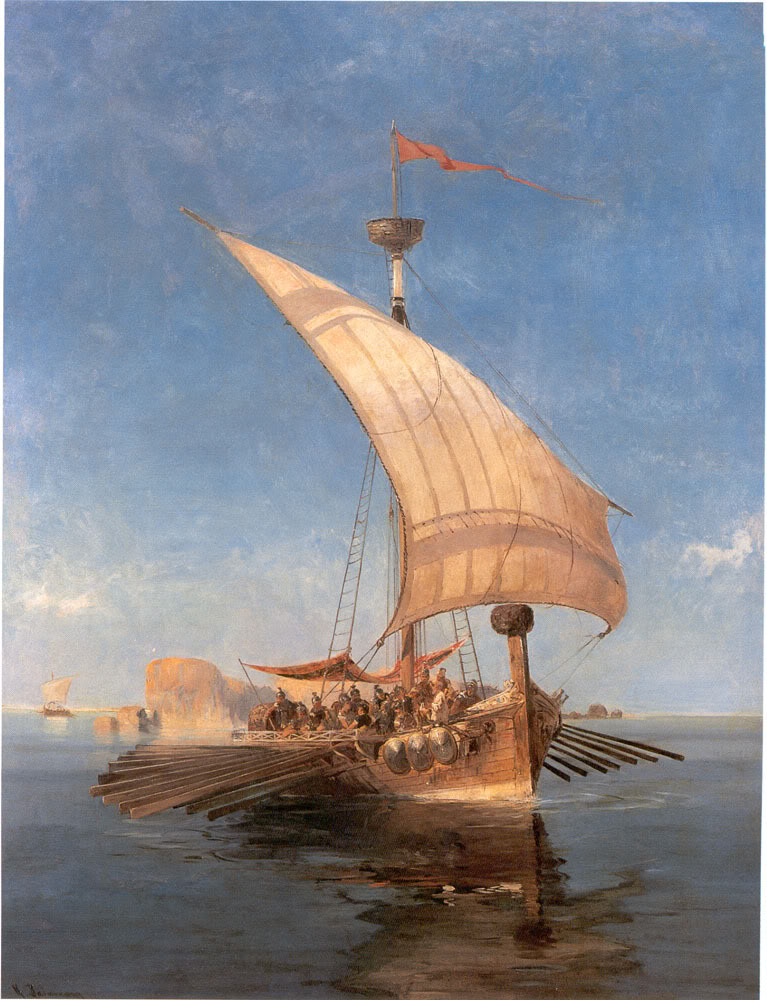
Argo.
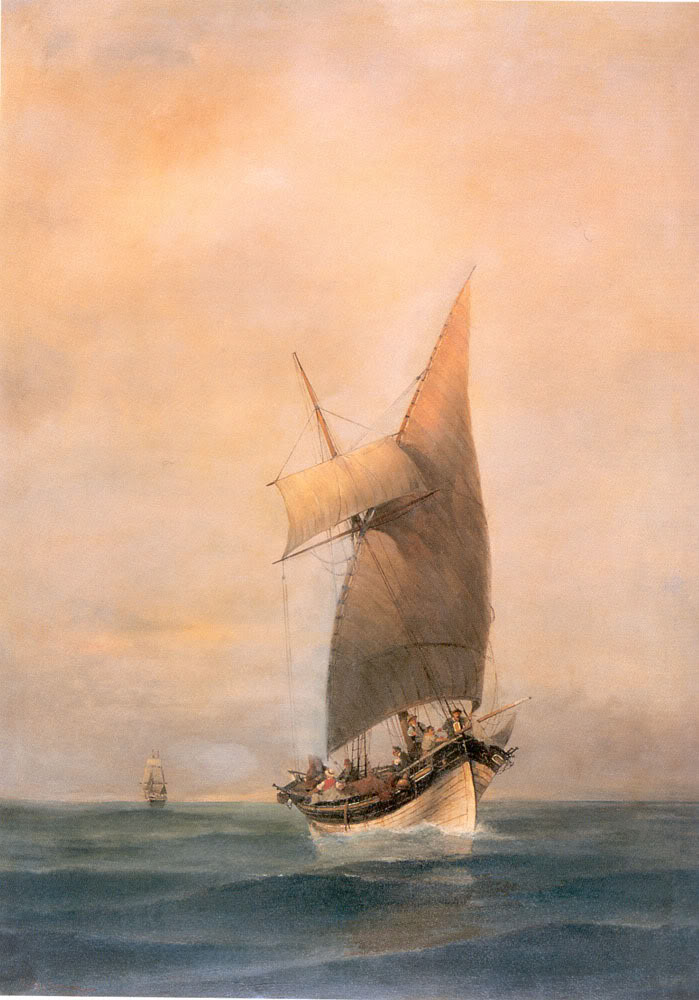
Vaixell.
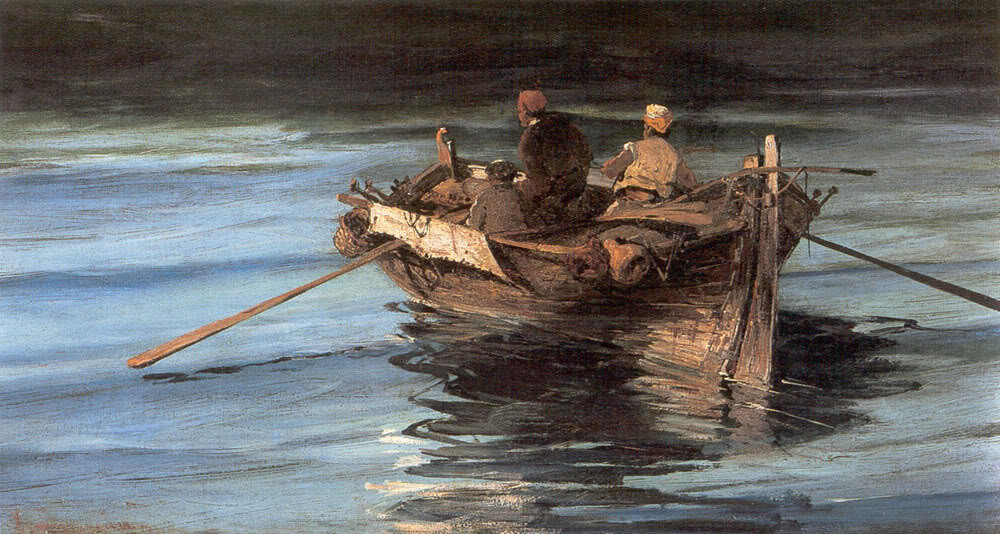
Pesquer.
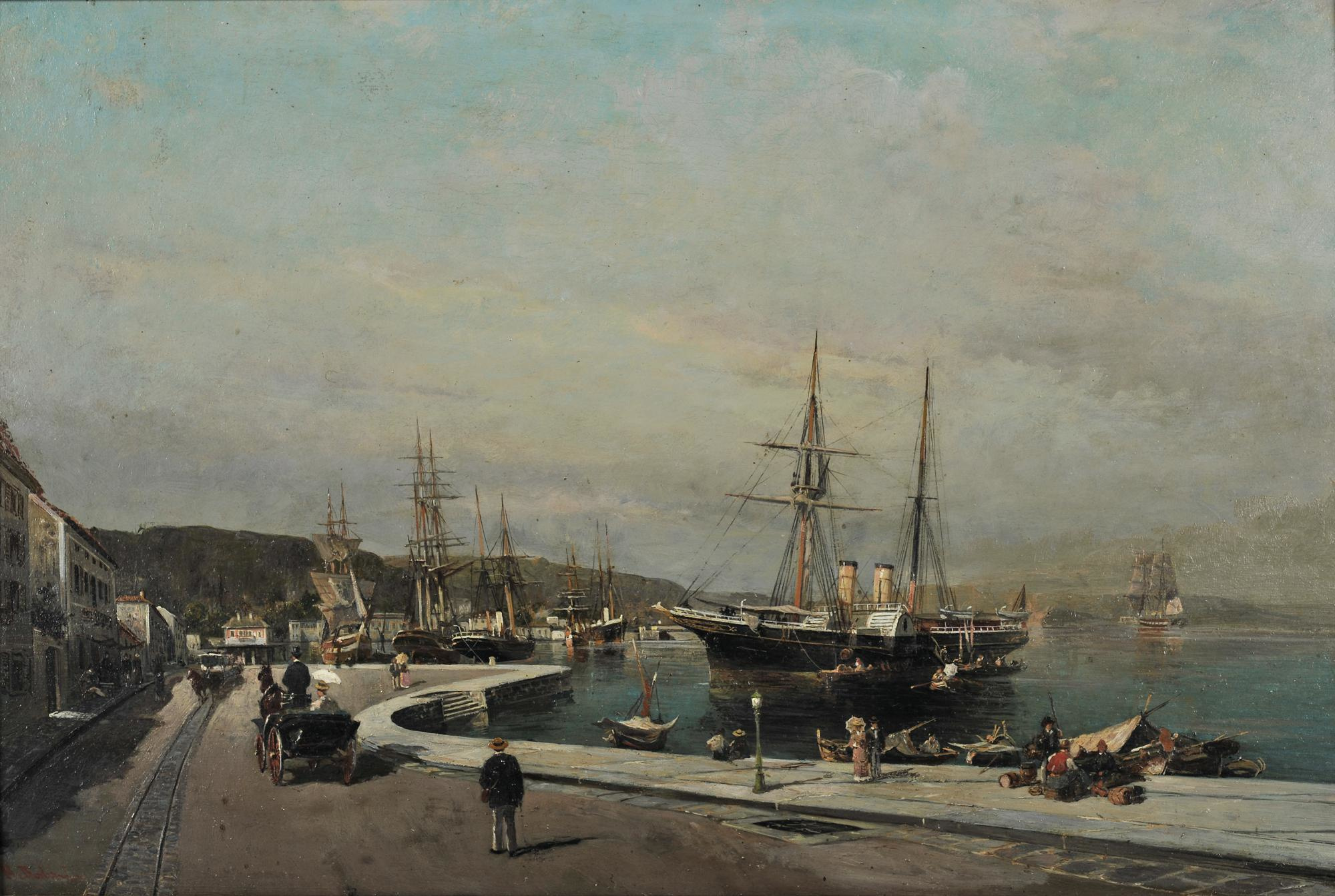
Port de Volos.
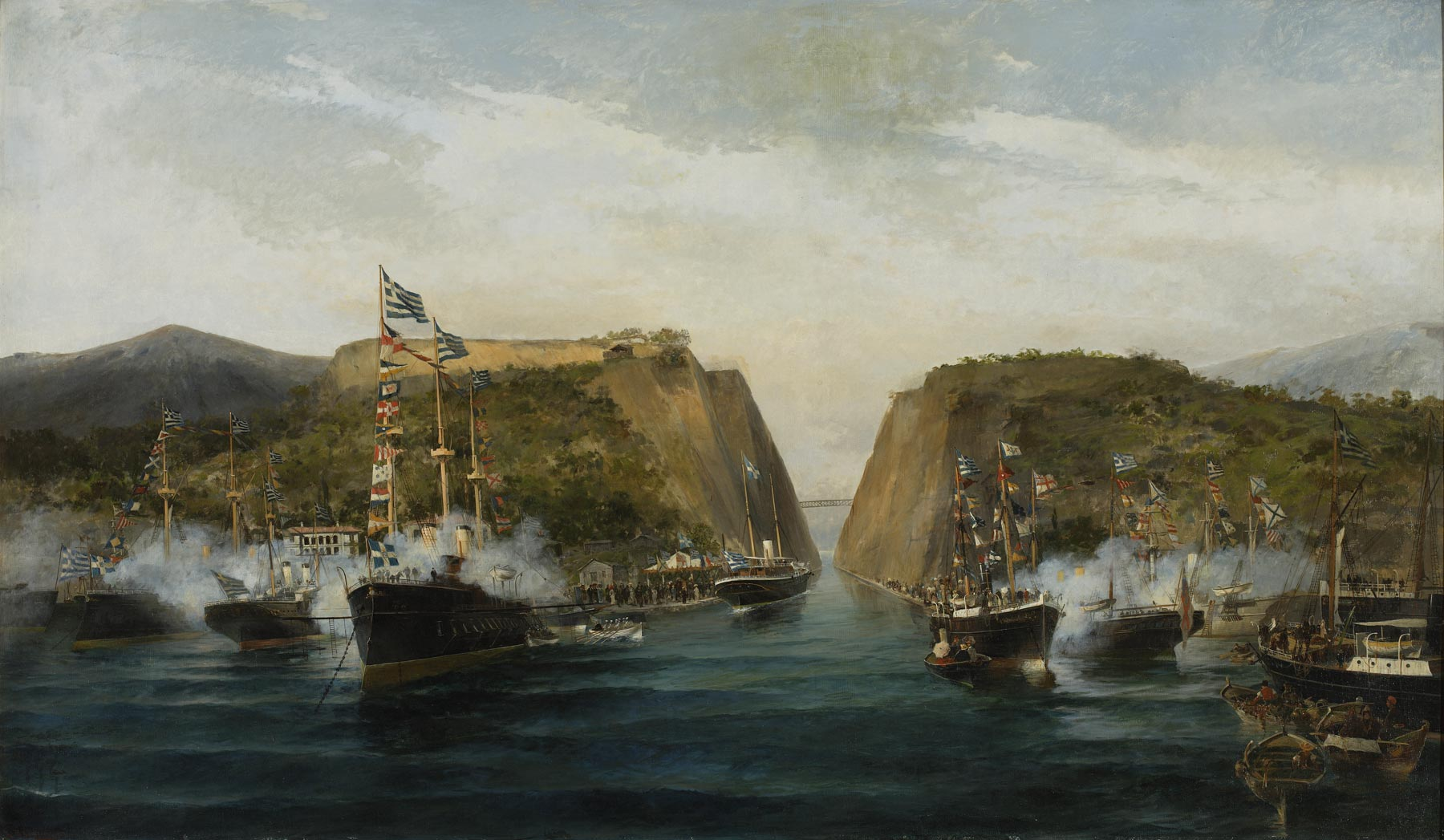
Inauguració del Canal de Corint.
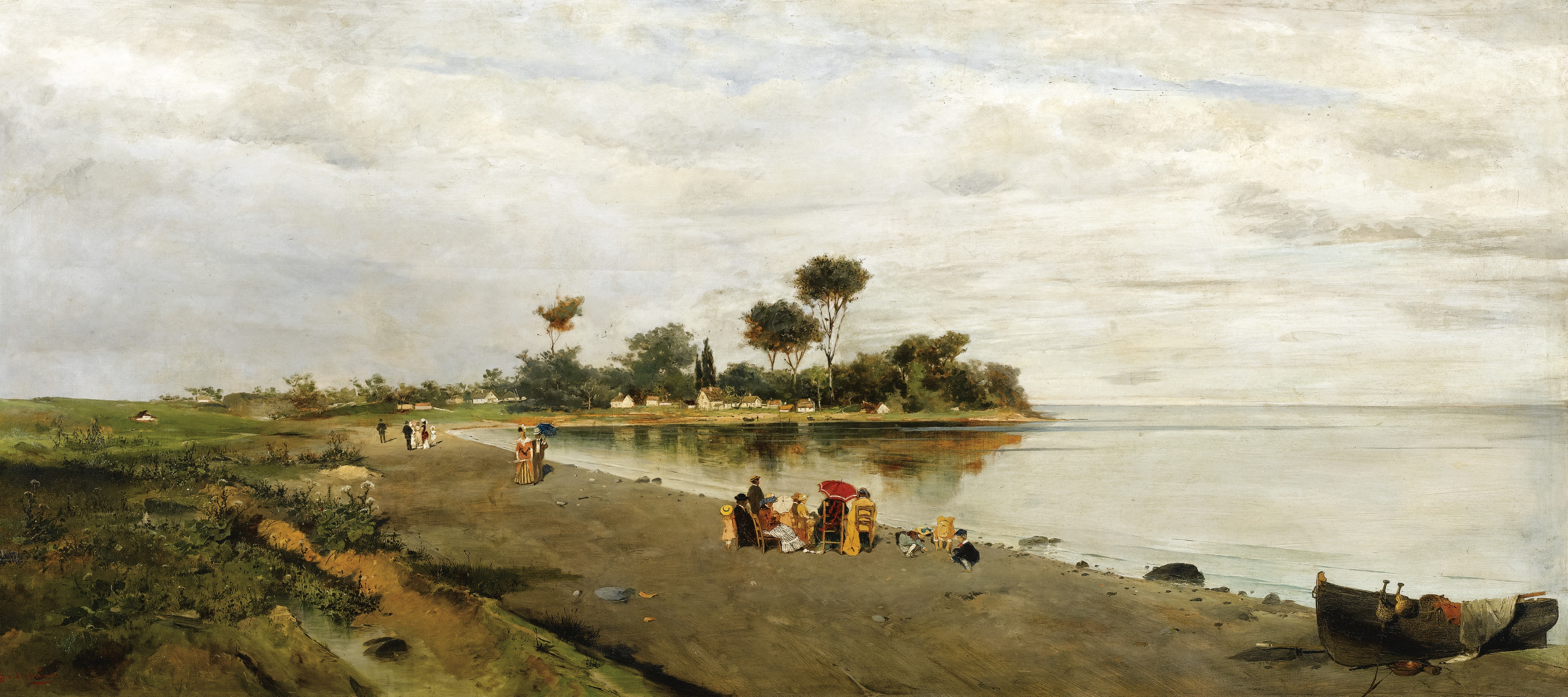
Figures elegants a la vora.
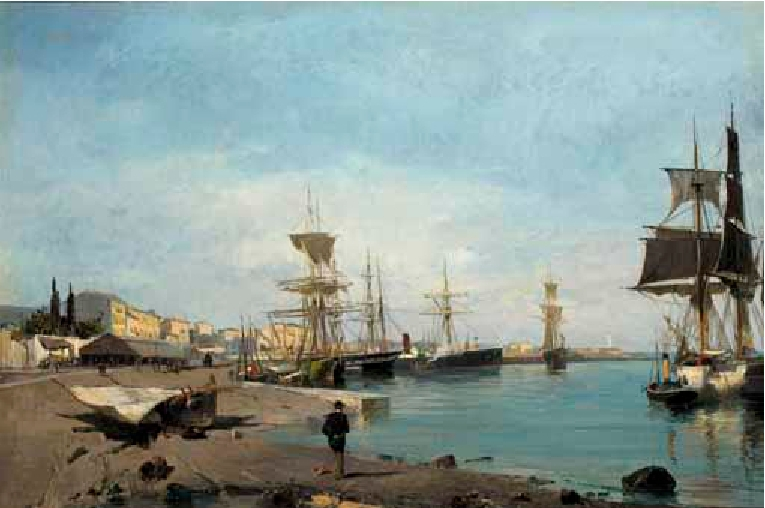
Admirant els vaixells.